# Хлябово (Митищинський міський округ)
Хля́бово (рос. Хлябово) — присілок у складі Митищинського міського округу Московської області, Росія.

## Населення
Населення — 116 осіб (2010; 38 у 2002).
Національний склад (станом на 2002 рік):
- росіяни — 100 %